# Onda belga de OVNIs

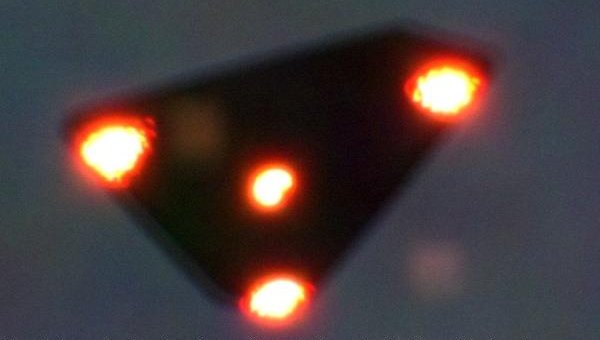
Um suposto OVNI triangular (também conhecido como "Triângulo Negro") avistado em 15 de junho de 1990, na Valônia, Bélgica.

A Onda belga de OVNIs é como ficou conhecida uma série de avistamentos de OVNIs triangulares na Bélgica, num período que durou de 29 de novembro de 1989 a meados de abril de 1990.

## Os avistamentos
A onda teve seu clímax com os eventos da noite do dia 30 para 31 de março de 1990. Naquela noite, objetos desconhecidos foram localizados no radar, fotografados, e testemunhados por cerca de 13.500 pessoas em terra – das quais 2.600 chegaram a escrever testemunhos dos avistamentos. Após o incidente, a Força Aérea Belga divulgou um relatório detalhando os eventos da noite.
Às 23:00 do dia 30 de março, o supervisor do Centro de Relatórios de Controle (CRC) em Glons recebeu relatórios sobre três luzes estranhas que foram vistas rumando para Thorembais-Gembloux que fica à sudeste de Bruxelas. As luzes foram descritas como mais brilhante que estrelas, com cores alternantes entre vermelho, verde e amarelo, e pareciam estar fixas nos vértices de um triângulo equilátero. Nessa hora, o CRC de Glons pediu que a gendarmaria de Wavre enviassem uma patrulha para confirmar o avistamento.
Cerca de 10 minutos depois um segundo grupo de luzes foi visto e movendo na direção do primeiro triângulo. Às 23:30 a gendarmaria confirmou os avistamentos e o CRC de Glons pôde observar o fenômeno no radar. Dessa vez, as luzes, após algumas manobras, se agruparam em um triângulo menor. Depois de rastrear os alvos e receber uma segunda confirmação de radar do Centro de Controle de Tráfego em Semmerzake, o CRC Glons autorizou dois caças F-16 da Base Aérea de Beauvechain a decolar logo antes da meia-noite. O fenômeno ainda era muito visível do chão, com testemunhas descrevendo que toda a formação mantinha suas posições relativas enquanto se moviam lentamente pelo céu. Outras pessoas também disseram ver as luzes irem em direção a cidade de Eghezée e fazendo manobras semelhantes às vistas anteriormente.
Pela próxima hora, os dois caças tentaram interceptar os alvos por nove vezes. Em três ocasiões, eles conseguiram mirar no alvo, mas ele se movia tão rapidamente que a mira era perdida. Durante a primeira tentativa, o alvo acelerou de 150 mph para mais de 1.100 mph, enquanto descia de uma altitude de 9.000 pés para 5.000 pés em apenas dois segundos, e aí subiu novamente para 11.000 pés antes de quase pousar. Manobras similares foram observadas nos radares. Em nenhuma ocasião os caças conseguiram contato visual com os objetos, e em nenhum momento foi detectada uma explosão sônica, apesar das velocidades desenvolvidas pelos objetos.
Enquanto isso, testemunhas oculares no chão disseram ver o triângulo pequeno desaparecer de vista enquanto o maior apenas subia rapidamento quando os caças passavam. Após meia-noite e meia, os radares registravam cada vez menos objetos e o último ponto foi rastreado à 00:40. Esse rastreamento foi quebrado quando o objeto acelereou de 100 mph para 700ph. Os caças e os radares perderam os contatos, e, após vários contatos não-confirmados, os caças retornaram à base.
Os detalhes dos avistamentos foram fornecidos pelos membros da gendarmaria que foram enviados para confirmar o relatório original. Eles descreveram quatro luzes dispostas em formato quadricular, fazendo movimentos curtos, antes de perderem sua luminosidade gradualmente e voarem em direções opostas à 01:30.

## Fotos
Em abril de 1990, uma foto de um dos objetos foi tirada, e continua como uma das mais famosas fotografias de OVNIs até hoje.
A Força Aérea Belga revelou que não tinha nenhuma explicação para o ocorrido, mas rejeitou as seguintes possibilidades: balões, aviões ultraleves, veículo aéreo não tripulado, aviões (mesmo os tipo stealh), projeções ou hologramas, miragens ou outros fenômenos atmosféricos.
Em "The Belgian UFO Wave of 1989-1992 - A Neglected Hypothesis", Renaud Leclet & co. afirmam que alguns avistamentos podem ser explicados como helicópteros.

## Livros
- UFOs above Belgium ("OVNIs sobre a Bélgica"), escrito por John van Waterschoot, matemático, economista e professor da Universidade Católica de Leuven. Publicado por Lannoo.[4]
- Vague OVNI sur la Belgique ("Onda de OVNIs sobre a Bélgica"), escrita pela antiga organização SOBEPS.[5]